# Daniel Chávez Flores
Daniel Chávez Flores (Villamar, Michoacán, México, 9 de octubre de 1992) es un futbolista mexicano, juega como delantero y actualmente se encuentra sin equipo.

## Estadísticas
| D. El Milagro · México                                  | 4ª            | 2007-08       | 16 | 0 | - | - | - | - | 16 | 0 |
| D. El Milagro · México                                  | 4ª            | 2009          | 9  | 2 | - | - | - | - | 9  | 2 |
| D. El Milagro · México                                  | Total club    | Total club    | 25 | 2 | - | - | - | - | 25 | 2 |
| La Piedad · México                                      | 4ª            | 2010          | 20 | 3 | - | - | - | - | 20 | 3 |
| La Piedad · México                                      | Total club    | Total club    | 20 | 3 | - | - | - | - | 20 | 3 |
| Tigres B · México                                       | 3ª            | 2012          | 7  | 0 | - | - | - | - | 7  | 0 |
| Tigres B · México                                       | Total club    | Total club    | 7  | 0 | - | - | - | - | 7  | 0 |
| C. Atlético de San Luis · México                        | 3ª            | 2014-15       | 11 | 0 | - | - | - | - | 11 | 0 |
| C. Atlético de San Luis · México                        | Total club    | Total club    | 11 | 0 | - | - | - | - | 11 | 0 |
| Real Zamora · México                                    | 3ª            | 2016          | 2  | 0 | - | - | - | - | 2  | 0 |
| Real Zamora · México                                    | Total club    | Total club    | 2  | 0 | - | - | - | - | 2  | 0 |
| San Ġwann FC Malta                                      | 1ª            | 2017-18       | 10 | 0 | 2 | 2 | - | - | 12 | 2 |
| San Ġwann FC Malta                                      | Total club    | Total club    | 10 | 0 | 2 | 2 | - | - | 12 | 2 |
| Total carrera                                           | Total carrera | Total carrera | 75 | 5 | 2 | 2 | 0 | 0 | 77 | 7 |
| (1)Incluye datos de la Copa México. (2)Incluye datos de |               |               |    |   |   |   |   |   |    |   |